# Estrutas
Estrutas fue un sátrapa persa por un breve período durante la guerra de Corinto. En 392 a. C., fue enviado por Artajerjes II para tomar el mando de la satrapía de Sardes, reemplazando a Tiribazo, y siguió una política antiespartana. Por lo tanto, Esrutas atacó territorio sometido a los espartanos y sus aliados, provocando que los espartanos pidieran a su comandante en la región, Tibrón, que empezara una actividad agresiva contra Estrutas. Tibrón atacó con éxito por un tiempo, pero Estrutas consiguió emboscarle y matarle.
Tibrón fue reemplazado por Difridas, que reconstruyó su ejército con los restos del de Tibrón y atacó territorio de Estrutas con éxito, capturando a su yerno. Aunque los hechos específicos del retiro de Estrutas del cargo no son conocidos, a principios de la década de 380 a. C. había sido reemplazado por Tiribazo, y no aparece más en la historia.